# Külsővat
Külsővat is een plaats (község) en gemeente in het Hongaarse comitaat Veszprém. Külsővat telt 866 inwoners (2001).